# Saison 5 de The Affair
 (octobre 2019).
Si vous disposez d'ouvrages ou d'articles de référence ou si vous connaissez des sites web de qualité traitant du thème abordé ici, merci de compléter l'article en donnant les références utiles à sa vérifiabilité et en les liant à la section « Notes et références ».
Chronologie
Saison 4
Cet article présente le guide des épisodes de la cinquième et dernière saison de la série télévisée américaine The Affair.

## Distribution

### Acteurs principaux
- Dominic West : Noah Solloway
- Maura Tierney : Helen Solloway
- Anna Paquin : Joanie
- Jadon Sand : Trevor Solloway
- Abigail Dylan Harrison : Stacey Solloway
- Catalina Sandino Moreno Luisa Lèon
- Sanaa Lathan : Jenelle
- Emily Browning : Sierra

### Acteurs récurrents
- Jake Siciliano : Martin Solloway
- Tony Plana : Ben Cruz
- John Doman : Bruce Butler
- Claes Bang : Sasha Mann
- Kathleen Chalfant : Margaret Butler
- Jonathan Cake : Furkat

## Liste des épisodes

### Épisode 1:Episode 5.01
- États-Unis /  Canada : 25 août 2019 sur Showtime

### Épisode 2:Episode 5.02
- États-Unis /  Canada : 1er septembre 2019 sur Showtime / Crave

### Épisode 3:Episode 5.03
- États-Unis /  Canada : 8 septembre 2019 sur Showtime

### Épisode 4:Episode 5.04
- États-Unis /  Canada : 15 septembre 2019 sur Showtime

### Épisode 5:Episode 5.05
- États-Unis /  Canada : 22 septembre 2019 sur Showtime

### Épisode 6:Episode 5.06
- États-Unis /  Canada : 29 septembre 2019 sur Showtime

### Épisode 7:Episode 5.07
- États-Unis /  Canada : 6 octobre 2019 sur Showtime

### Épisode 8:Episode 5.08
- États-Unis /  Canada : 13 octobre 2019 sur Showtime

### Épisode 9:Episode 5.09
- États-Unis /  Canada : 20 octobre 2019 sur Showtime

### Épisode 10:Episode 5.10
- États-Unis /  Canada : 27 octobre 2019 sur Showtime

### Épisode 11:Episode 5.11
- États-Unis /  Canada : 3 novembre 2019 sur Showtime